# Juan Natalicio González
Juan Natalicio González Paredes (ur. 8 września 1897 w Villarrica, zm. 16 grudnia 1966 w Meksyku) – paragwajski polityk, minister finansów w latach 1946–1948, prezydent Paragwaju od 15 sierpnia 1948 do 30 stycznia 1949, pierwszy od 1903 prezydent kraju, który należał do Partii Colorado. Został obalony przez przewrót wojskowy.
Był również autorem dzieł historycznych i poezji w języku hiszpańskim i guarani.